# Delphine de Vigan
Delphine de Vigan (Boulogne-Billancourt, 1 de març de 1966) és una escriptora francesa. Ha publicat diverses novel·les, entre les quals destaquen Els dies sense fam, No i jo i Res no s'oposa a la nit. El 2016 va publicar el thriller Basat en una història real. Aquesta novel·la va obtenir el 2015 el Premi Renaudot i el Premi Goncourt des Lycéens, el 2016 el del Club des Irrésistibles de les Biblioteques de Montreal, i el 2017 va ser adaptada al cinema per Roman Polanski.
La seva primera obra, Jours sans faim (Els dies sense fam), la va publicar sota el pseudònim de Lou Delvig. La novel·la narra la història d'una jove amb anorèxia, Laure, i és d'inspiració autobiogràfica.
No i jo va ser l'obra que la va fer conèixer al gran públic gràcies a l'obtenció el 2008 del premi dels llibreters francesos, atorgat per la Federació Francesa Sindical de Llibreria. La novel·la descriu les dificultats de la vida d'una adolescent superdotada, Lou Bertignac.
Res no s'oposa a la nit és una novel·la autobiogràfica, en la qual Delphine de Vigan explora, des de la pròpia infantesa, la dissortada vida de la seva mare.

## Obres
- Jours sans faim, Grasset, 2005 (sota el pseudònim de Lou Delvig) (traducció al català: Els dies sense fam, Edicions 62, 2013. ISBN 9788429771572)
- Les Jolis Garçons, Jean-Claude Lattès, 2005
- Un soir de décembre, Jean-Claude Lattès
- No et moi, Jean-Claude Lattès, 2007 (traducció en català: No i jo, Edicions 62, 2009. ISBN 9788429762099)
- Sous le manteau, Flammarion, 2008 (obra col·lectiva)
- Les Heures souterraines, Jean-Claude Lattès, 2009 (traducció en català: Les hores soterrades, Edicions 62, 2010 ISBN 9788429766608)
- Rien ne s'oppose à la nuit, Jean-Claude Lattès, 2011 (traducció en català: Res no s'oposa a la nit, Edicions 62, 2012. ISBN 9788429769708)
- D'après une histoire vraie, Jean-Claude Lattès, 2015 (traducció en català: Basat en una història real, Edicions 62, 2016. ISBN 9788429775259)
- Les loyautés, Jean-Claude Lattès, 2018 (traducció en català: Les lleialtats, Edicions 62, 2019 ISBN 9788429777291)
- Les gratitudes: roman, Jean-Claude Lattès, 2019 (traducció en català: Les gratituds, Edicions 62, 2021 ISBN 9788429779172)
- Les enfants son rois (Gallimard) ISNB 9782072915819

## Premis
El 2022, l'Associació de Llibreters de Guipúscoa li va atorgar el premi Zilarrezko Euskadi, per la versió en espanyol de la seva novel·la Les gratitudes (traducció de Pablo Martin Sánchez). L'acte de concessió del premi es va fer a una llibreria de Sant Sebastià, el 9 de novembre de 2022, acte al qual va assistir l'escriptora.